# Vega de Infanzones
Vega de Infanzones ist ein Ort und eine nordspanische Gemeinde mit 839 Einwohnern (Stand: 2024) in der Provinz León und der Region Kastilien-León. Die Gemeinde besteht neben dem gleichnamigen Hauptort aus den Ortschaften Grulleros und Villa de Soto.

## Lage und Klima
Vega de Infanzones liegt etwa neun Kilometer südsüdöstlich von León im Nordwesten der Iberischen Meseta in einer Höhe von ca. 780 m. Am südöstlichen Rand der Gemeinde fließt der Río Esla, in den hier der Río Bernesga mündet. Durch die Gemeinde führt die Autovía A-231 nach Burgos.
Das Klima im Winter ist rau, im Sommer dagegen trocken und warm; der spärliche Regen (ca. 559 mm/Jahr) fällt überwiegend im Winterhalbjahr.

## Bevölkerungsentwicklung
| Jahr      | 1970 | 1981 | 1991 | 2001 | 2011 | 2021 |
| Einwohner | 1210 | 1058 | 889  | 863  | 920  | 829  |

Aufgrund der durch die Mechanisierung der Landwirtschaft und der Aufgabe von bäuerlichen Kleinbetrieben ausgelösten Landflucht ist die Bevölkerung des Dorfes seit der Mitte des 19. Jahrhunderts kontinuierlich gewachsen.

## Sehenswürdigkeiten

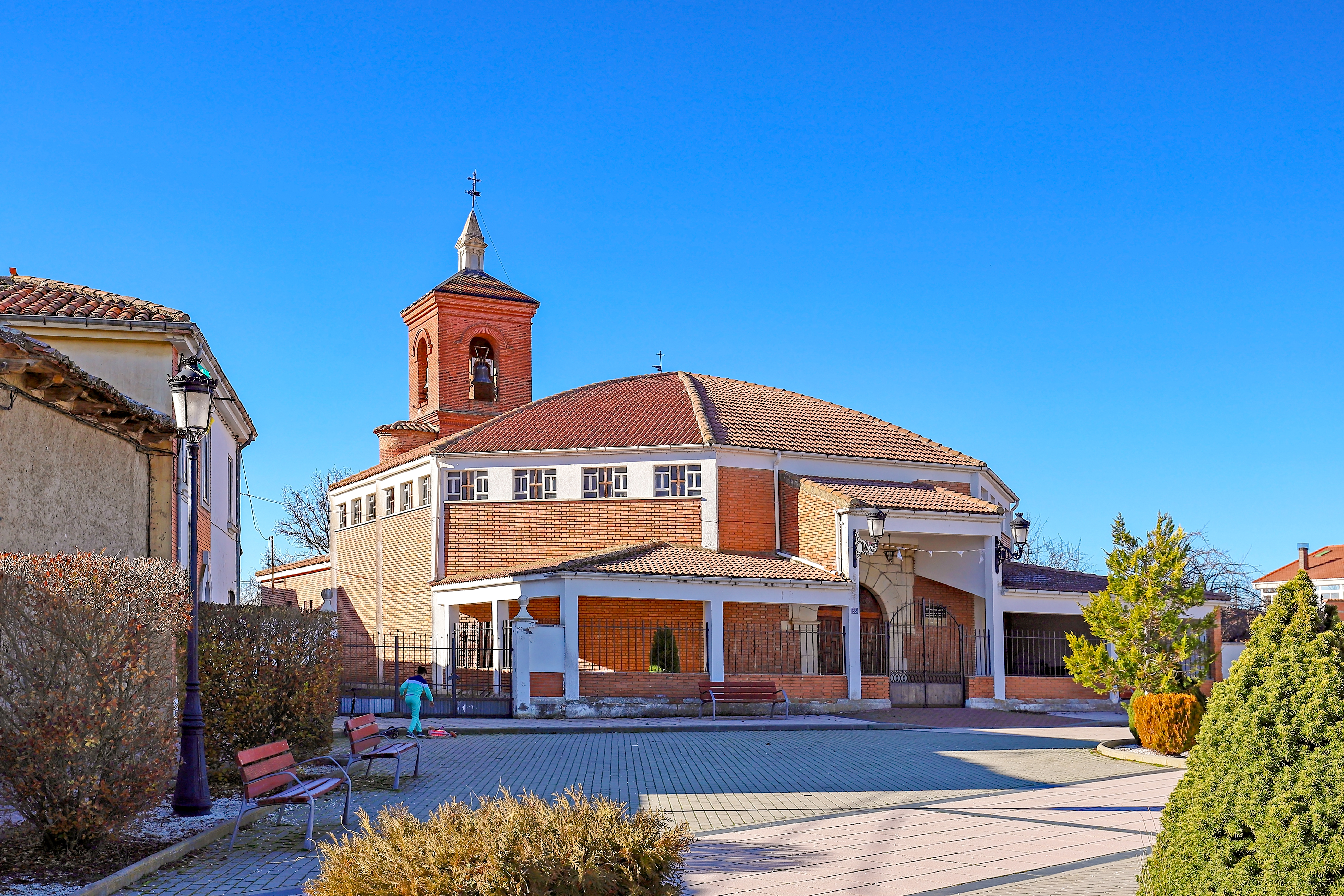
Kirche Mariä Schnee
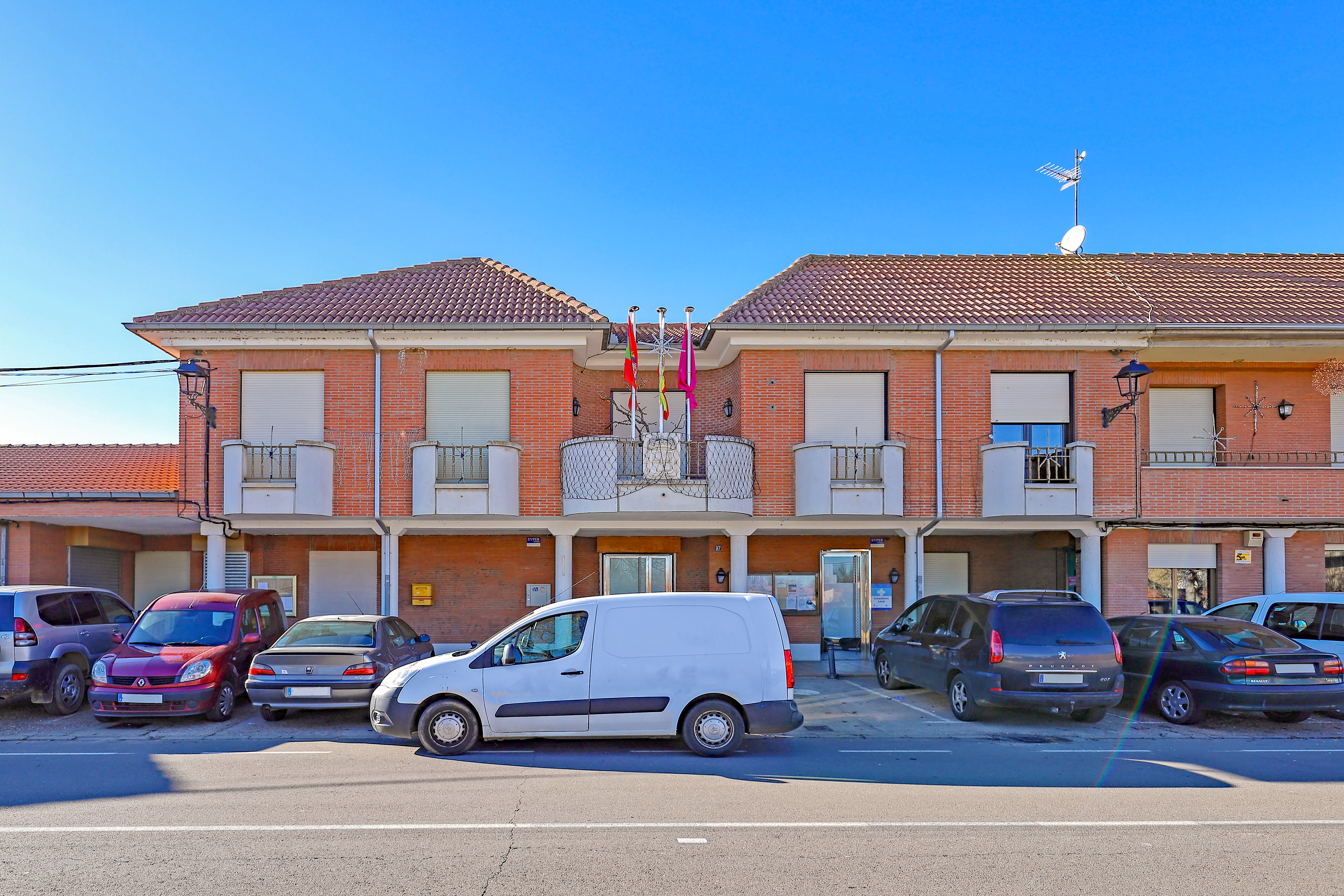
Rathaus

- Kirche Mariä Schnee
- Rathaus